# Pubertet (bok av Ivar Lo-Johansson)
Pubertet är en roman av Ivar Lo-Johansson utgiven 1978. Boken är självbiografisk och prestationen gav författaren Nordiska rådets litteraturpris 1979.
Romanen är en av titlarna i boken Tusen svenska klassiker (2009).

## Handling
Boken ger en ingående skildring av Ivar Lo-Johanssons barndom och uppväxt i det lilla torpet hos hans föräldrar. Ofta ett uppdämt hat och en irritation över sin mor och brodern som han aldrig känner någon samhörighet med. Hans beskriver sin ungdom och drömmen om att få skriva.

### Fotnoter
1. ↑  Gradvall et al 2009, nr. 506